# Luchthaven Anqing Tianzhushan
Luchthaven Anqing Tianzhushan (Engels: Anqing Tianzhushan Airport, Chinees: 安庆天柱山机场) (IATA: AQC, ICAO: ZSAQ) is een civiel en militair vliegveld nabij Anqing, Anhui, China. De luchthaven ligt 6,3 km ten noorden van de stad. Tot 1991 was het enkel een militaire vliegbasis, Anqing Air Base genaamd.